# Kingsman: The Secret Service
Kingsman: El Servei Secret és una comèdia d'espies i acció del 2014 dirigida i co-produïda per Matthew Vaughn. El guió, escrit per Vaughn i Jane Goldman, està basat en la sèrie de còmics Kingsman de Dave Gibbons i Mark Millar. La pel·lícula segueix el reclutament i entrenament de Gary "Eggsy" Unwin (Taron Egerton), a una organització d'espies secreta. Eggsy s'uneix a una missió per eliminar una amenaça global provinent de Richmond Valentine (Samuel L. Jackson), un ric megalomaníac. Colin Firth, Mark Strong i Michael Caine tenen papers importants dins l'organització.
Existeix una seqüela, titulada Kingsman: El Cercle Daurat, i va ser estrenada el setembre del 2017, comptant amb Vaughn i el repartiment principal.

## Argument
Durant una missió a Orient Mitjà el 1997, l'agent secret Lee Unwin es sacrifica per protegir el seu superior Harry Hart. Hart, culpant-se a ell, torna a Londres per donar una medalla que compta amb un número d'assistència d'emergència a la vídua de Lee, Michelle, i al seu fill jove Gary "Eggsy".
Disset anys més tard, Eggsy, havent plegat de l'entrenament per entrar als Marines Reials malgrat la seva intel·ligència i capacitat, ha esdevingut un nini. Després de ser arrestat per robar un cotxe, Eggsy truca el número d'emergència de la medalla. Hart arranja el seu alliberament, i li explica que és un membre de Kingsman, un servei d'intel·ligència privat fundat per individus britànics rics que van perdre els seus hereus a la Primera Guerra Mundial. Hart, de mot "Galahad", explica hi ha una posició disponible, ja que l'agent "Lancelot" va ser matat per l'assassina Gazelle mentre intentava rescatar el Professor James Arnold d'uns segrestadors. Eggsy esdevé el candidat a Kingsman de Hart. Altres candidats són eliminats a través de proves de formació perillosa preparades per l'operatiu "Merlin", fins que únicament queden Eggsy i Roxy, una candidata amiga seva. Eggsy és incapaç de completar la prova final – que consisteix en disparar un gos que ha entrenat durant el procés de formació (inconscient que la pistola no tenia bales) – i Roxy és anomenada el nou "Lancelot".
Mentrestant, Merlin descobreix que el Professor Arnold ha tornat per treballar com si no hagués passat res. Hart intenta interrogar-lo, però un xip dins el coll de Professor Arnold explota, matant-lo. El senyal de detonació és traçat a una facilitat propietat pel mil·lionari d'Internet Richmond Valentine, qui ha ofert recentment targetes de SIM gratuïtes a tothom qui vulgui, amb connexió a Internet il·limitada. Hart, fent-se passar per un personatge de la mateixa mena que Richmond, coneix Valentine cara a cara. Hart descobreix que Richmond està connectat d'alguna forma a una església, i a l'assistir-hi, Richmond, sent conscient que Hart és un espia, activa unes ones que tornen la gent violenta. Comença aquí una escena extremadament violenta dins l'església, on Hart acaba com a únic supervivent, però Richmond, esperant-lo a fora, el dispara al cap.
Eggsy (formant part de Kingsman, ja que anteriorment havia estat reclutat degut a la mort d'un altre espia) descobreix que Chester "Arthur" King, dirigent de Kingsman, té una cicatriu al coll exactament com la que tenia el Professor Arnold. King revela que Valentine planeja matar a gairebé tota la població mundial gràcies a les ones "violentes" de les targetes SIM, salvant únicament alguns afortunats per començar de nou com a espècie al planeta Terra, creient que s'anava cap a la destrucció total. King intenta enverinar Eggsy, però Eggsy hàbilment intercanvia els gots i King cau mort.
Eggsy, Merlin i Roxy procurarant aturar Valentine. Roxy, utilitzant globus d'alta altitud destruirà un dels satèl·lits per alentir el procés de Valentine a transmetre les ones. Merlin porta a Eggsy amb avió a la base de Valentine, i allà és descobert per un candidat fallit a Kingsman, Charlie Hesketh, acorralant a Eggsy i Merlin. L'Eggsy suggereix, Merlin activa una senyal que mata a quasi tots els que portaven el xip. Valentine, enfadat activa la senyal i la violència i l'odi s'apoderen del món. Eggsy mata a Gazelle gràcies a la punxa afilada i verinosa de la seva sabat, i llança una de les punxegudes cames de pròtesis per matar Valentine, parant així la senyal i acabant amb l'amenaça.
En l'escena final, Eggsy, ara un agent complet de Kingsman, ofereix la seva mare i germanastre una casa nova lluny del seu maltractador padrastre Dean, qui rotundament nega a Eggsy el seu suggeriment. Eggsy aleshores el despatxa a ell i la seva colla exactament de la mateixa manera que Hart va tractar un grup de males peces anteriorment. Aquesta és l'escena més famosa de la pel·lícula, on, quan sembla que vagi a fugir dels qui l'amenacen, tanca la porta amb baldó pronunciant "manners maketh man", "els modals fan a l'home".

## Repartiment
- Colin Firth com a Harry Hart / Galahad.
- Samuel L. Jackson com a Richmond Valentine
- Mark Strong com a Merlin
- Taron Egerton com a Gary "Eggsy" Unwin
- Michael Caine com a Chester King / Arthur
- Sophie Cookson com a "Roxy" / Lancelot
- Sofia Boutella com a Gazelle
- Mark Hamill com a Professor Arnold
- Jack Davenport com a James Spencer / Lancelot